# 腹切り問答

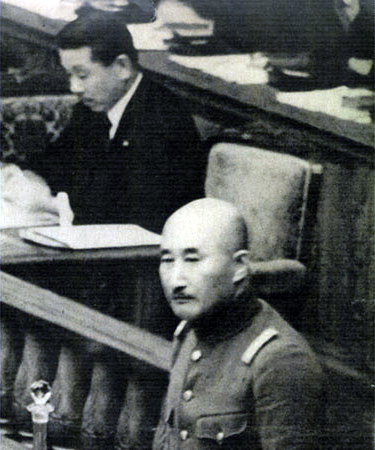
壇上から浜田議員を睨みつける寺内陸相、奥が廣田総理

腹切り問答（はらきりもんどう）とは、1937年（昭和12年）1月21日に帝国議会の衆議院本会議で浜田国松と寺内寿一陸軍大臣との間で起こったやりとり。切腹問答（せっぷくもんどう）、割腹問答（かっぷくもんどう）ともいう。これが原因で廣田内閣は総辞職した。

## 事件の概要
この日、第70回帝国議会において立憲政友会の浜田国松衆議院議員が「近年のわが国情は特殊の事情により、国民の有する言論の自由に圧迫を加えられ、国民はその言わんとする所を言い得ず、わずかに不満を洩らす状態に置かれている。軍部は近年自ら誇称して（中略）独裁強化の政治的イデオロギーは常に滔々として軍の底を流れ、時に文武恪循の堤防を破壊せんとする危険がある」と二・二六事件以降の軍部の政治干渉を痛烈に批判する演説を行った。この時浜田は議員歴30年、前衆議院議長という議会の長老で、それだけにこの演説は党派を超えて多くの議員を唸らせるものがあった。
これを聞いた寺内陸相は答弁に立って「或は軍人に対しましていささか侮蔑されるような如き感じを致す所のお言葉を承りますが」と険しい表情で反駁。ところが浜田が2度目の登壇で「私の言葉のどこが軍を侮辱したのか事実を挙げなさい」と逆に質問をしたため、寺内は「侮辱されるが如く聞こえた」と言い直した。それでも浜田は3度目の登壇で「速記録を調べて私が軍を侮辱する言葉があるなら割腹して君に謝罪する。なかったら君が割腹せよ」と激しく寺内に詰め寄った。これに寺内は激怒、浜田を壇上から睨みつけたため、議場は怒号が飛び交う大混乱となった。

## 結果
政府は収拾策を見出すために天皇に裁可を仰いで議会は翌日より2日間停会となった。寺内は「政党が時局に対して認識不足」として、政党に対し反省を求める意味で議会解散を強く廣田首相に要求、解散しないなら単独辞職すると言い放った。総理はもとより、海軍予算の成立を急ぎたい永野修身海相が寺内の説得に乗り出したが、へそを曲げた寺内は結局これに応じず、廣田は閣内不統一を理由に内閣総辞職した。